# 侧纹云南鳅
侧纹云南鳅（学名：Yunnanilus pleurotaenia），又名虎斑雲南鰍、虎紋雲南鰍，为輻鰭魚綱鯉形目條鳅科云南鳅属的鱼类，俗名多纹条鳅，是中国的特有物种，被IUCN列為易危保育類動物，體長可達6.5公分。分布于滇池、抚仙湖、星云湖、洱海和程海等地。该物种的模式产地在滇池。

## 扩展阅读
維基物種上的相關：侧纹云南鳅
 維基物種上的相關：虎斑雲南鰍